# ورلاوات العيون
ورلاوات العيون (الاسم العلمي:†Varanodontinae) هي أسرة منقرضة من الحيوانات تتبع فصيلة ورلية العيون من رتبة البليكوصوريات.

## أجناس ورلاوات العيون
- ورلي العيون
- ورلي الأسنان
- الواتنغية
- الزحافة النحاسية

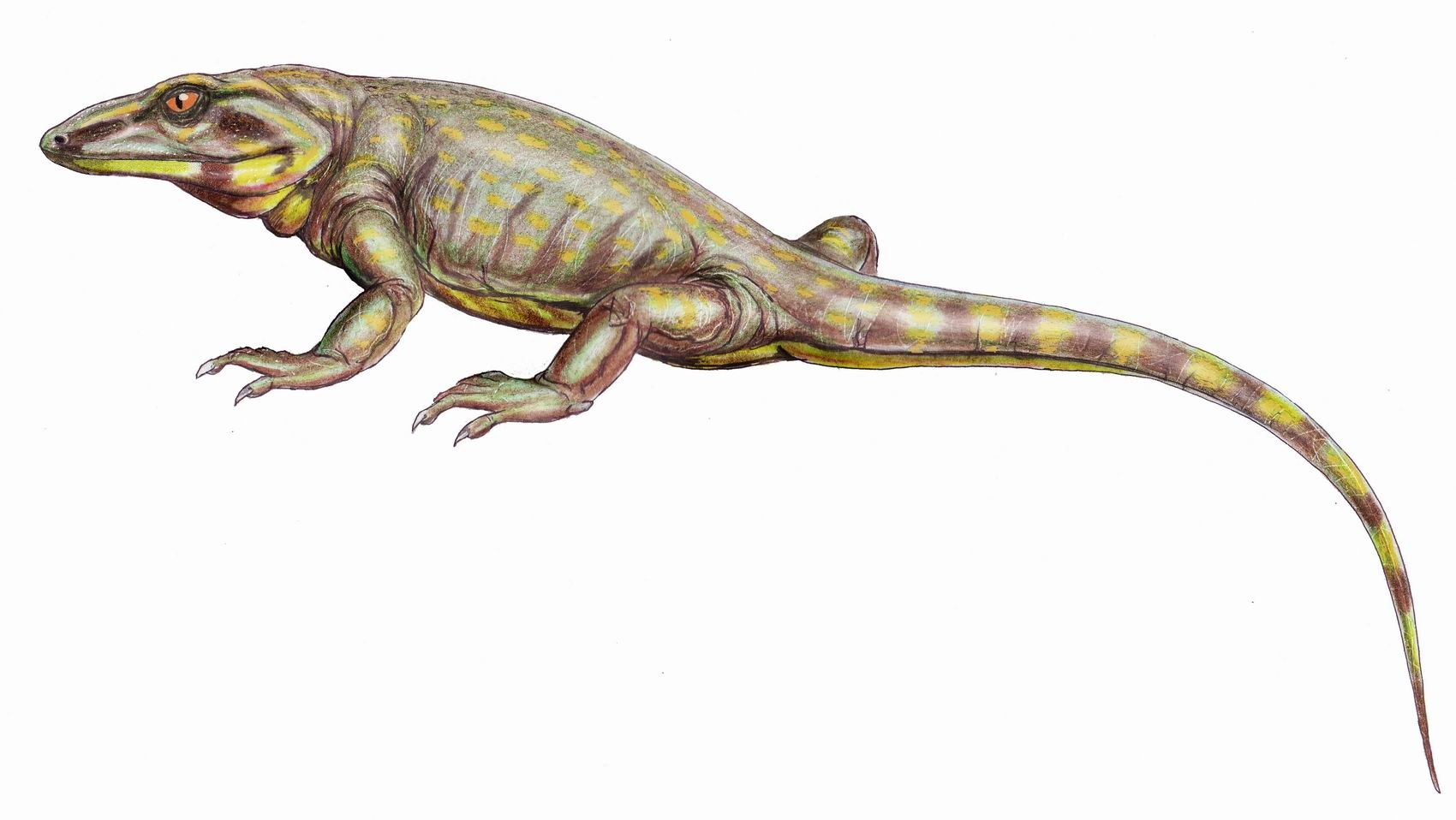
ورلي الأسنان السريع
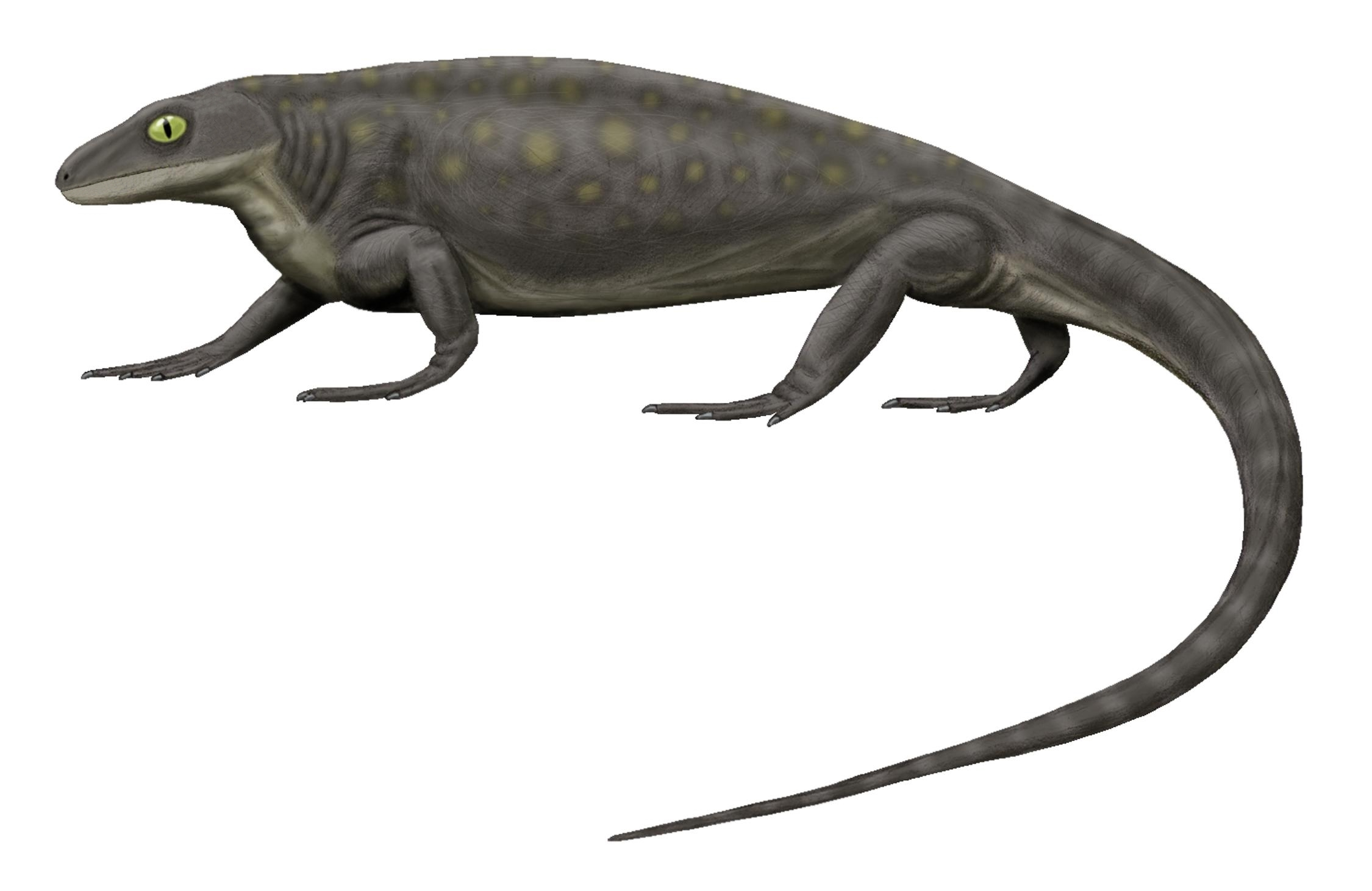
زحافة نحاسية ويليسية
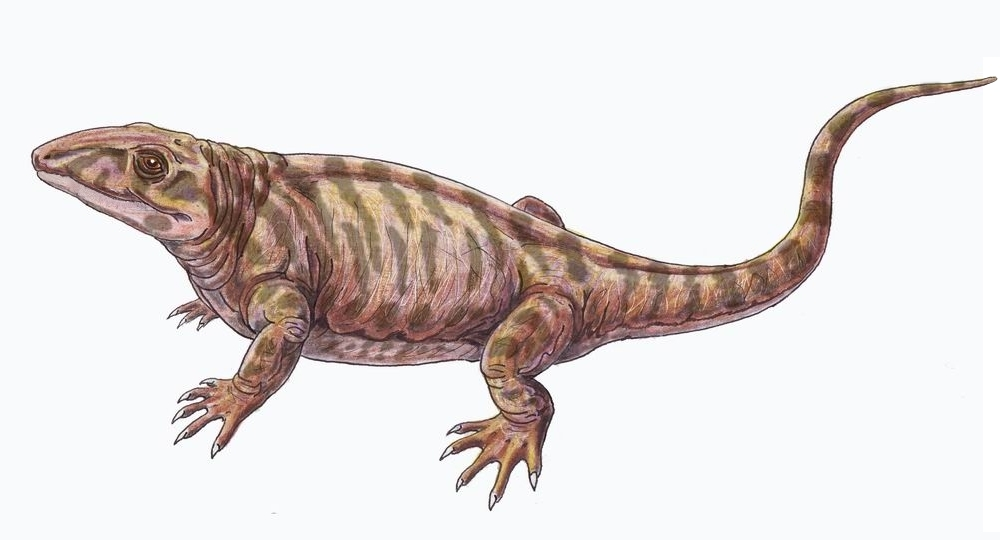
ورلي العيون قصير المنقار